# Absolventenabzeichen (NVA)
Die Absolventenabzeichen der NVA waren in der Deutschen Demokratischen Republik (DDR) eine im Fachbereich des Ministeriums für Nationale Verteidigung verliehene nichtstaatliche Auszeichnung in Form von Abzeichen der bewaffneten Organe. Sie wurden ab 1961 schrittweise für die Absolventen der Militärakademie „Friedrich Engels“ und Offiziershochschulen bzw. für Offiziere, die ein Studium an einer zivilen Universität oder Hochschulen der DDR absolviert hatten, eingeführt.
Siehe dazu

## Geschichtlicher Hintergrund
In den Gründungsjahren der bewaffneten Organe der DDR entstammten etwa 80 Prozent des Offizierskorps aus Kreisen der „Arbeiterklasse“, Bauernschaft oder aus handwerklichen Schichten. Nur etwa 34 Prozent dieser Offiziere verfügte über abgeschlossene akademische Bildung und militärwissenschaftliche Kenntnisse, die eigentlich für alle Berufsoffiziere unabdingbar gewesen wären. Die aus der Wehrmacht in die NVA übernommenen Berufssoldaten waren diesbezüglich Ausnahmen. Infolge dieses Nachhole-Bedarfs wurden die Offiziersschulen der bewaffneten Organe und die Militärakademie „Friedrich Engels“ gegründet.
Offiziere, die für Spezialverwendungen vorgesehen waren, wurden zum Studium an Militärakademien der Sowjetunion delegiert, oder erhielten Studienplätze an zivilen Universitäten oder Hochschulen der DDR. Hierbei ist anzumerken, dass an den sowjetischen Militärakademien traditionell Absolventenabzeichen nach erfolgreichem Studienabschluss verliehen wurden, die an der Uniform, gewissermaßen als Statussymbol, zu tragen waren. Dieser Tradition folgte man auch in den anderen Teilnehmerstaaten des Warschauer Pakts. So wurden letztendlich auch in der DDR ab dem Jahre 1961 Absolventenabzeichen gestiftet und verliehen. Träger dieser Stiftungen waren MfNV, MdI und MfS.
Empfang von Absolventen durch Erich Honecker. An der rechten Brustseite zu erkennen, das Absolventenabzeichen:

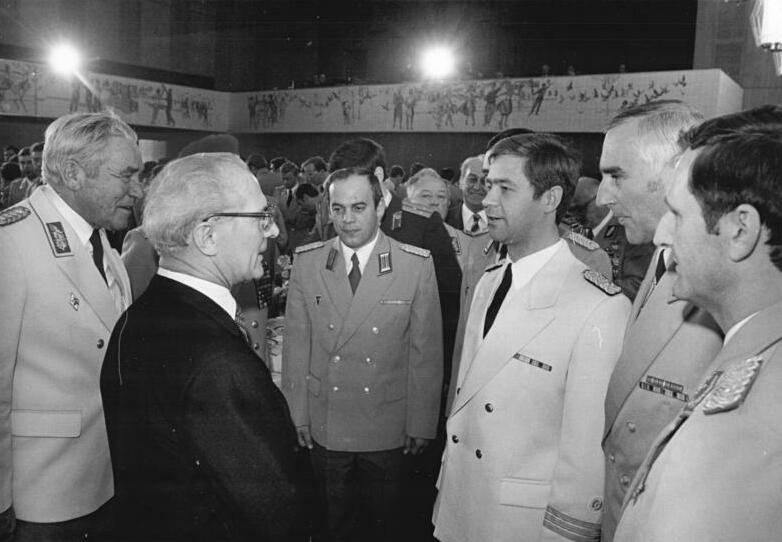
Jahrgang 1980
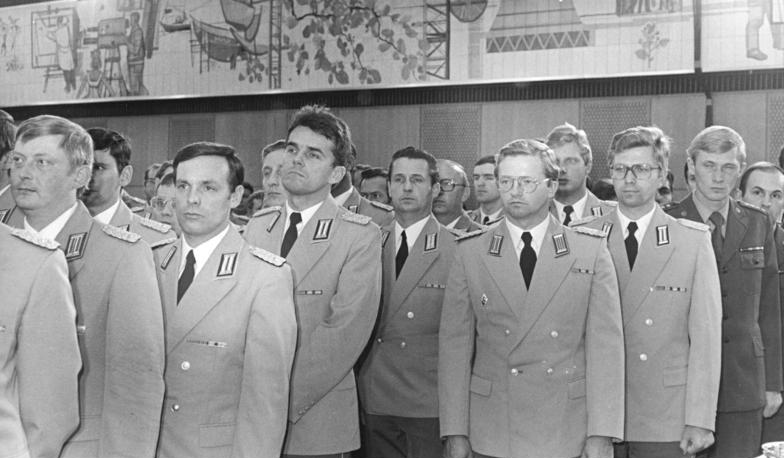
Jahrgang 1981
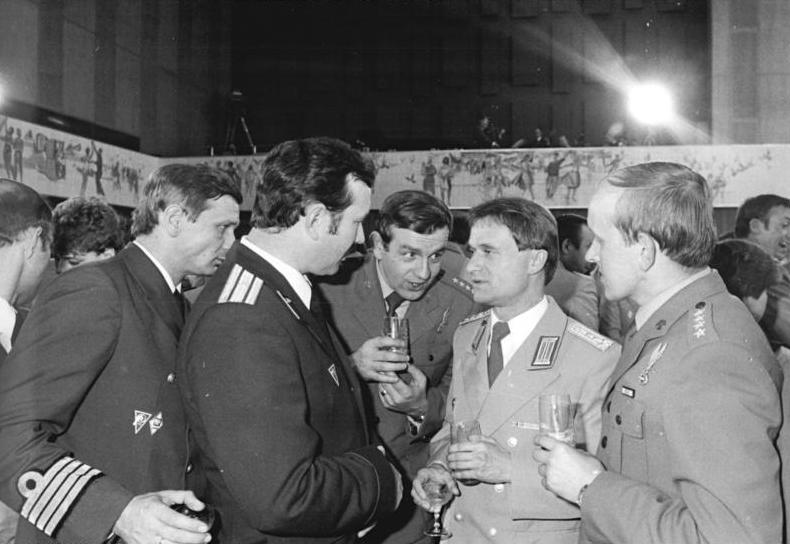
Jahrgang 1984
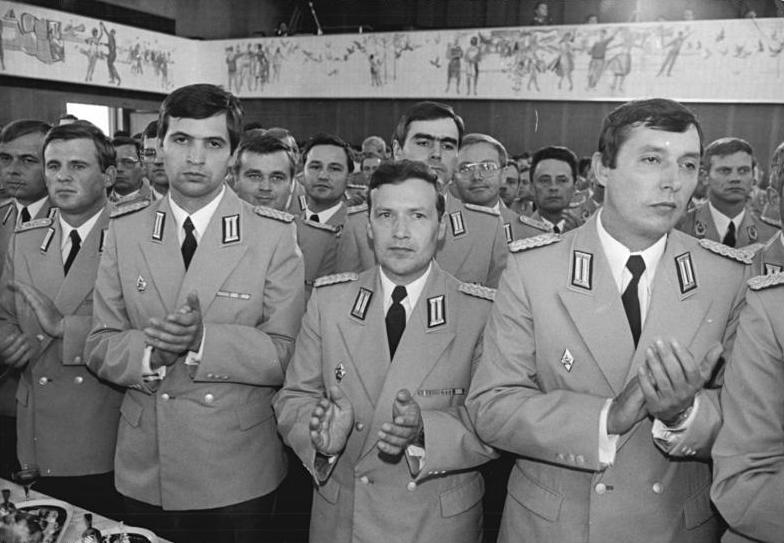
Jahrgang 1985

## Absolventenabzeichen NVA

### Militärakademie „Friedrich Engels“

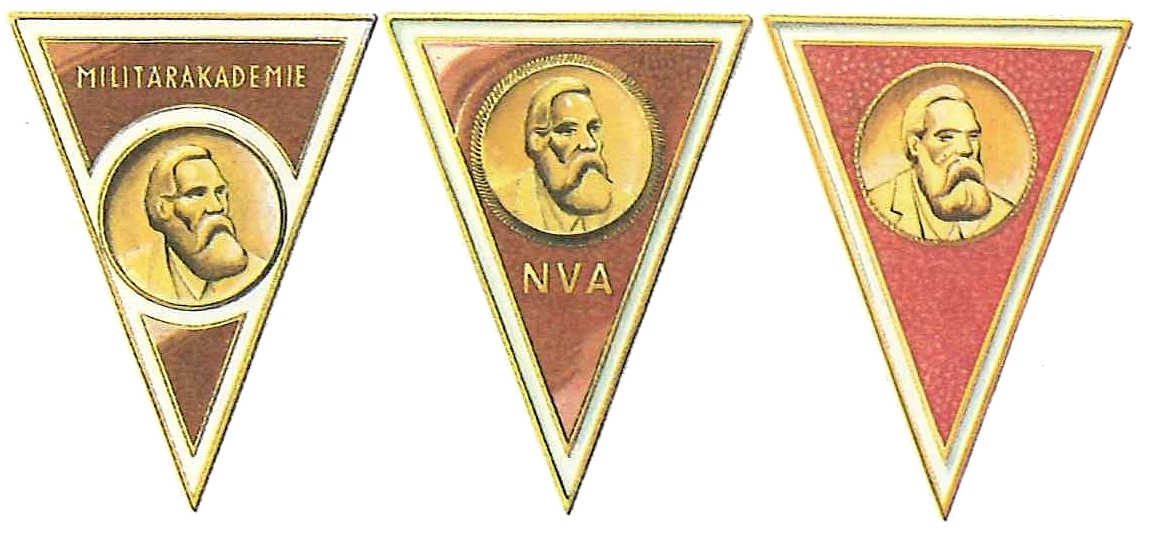
Absolventenabzeichen der Militärakademie „Friedrich Engels“

Die Militärakademie „Friedrich Engels“ in Dresden war die höchste militärische Bildungseinrichtung der DDR. Mit Befehlsnummer 116/61 vom Minister für Nationale Verteidigung Heinz Hoffmann wurde das Absolventenabzeichen für diese Militärakademie Ende des Jahres 1961 gestiftet. In der darauffolgenden Anordnung mit der Nummer 29/62 vom 6. Juni 1962 wurde weiterhin bestimmt, dass das Absolventenabzeichen mit der Verleihung des Diploms den auszuzeichnenden Offizieren auszuhändigen war. Das Abzeichen hat die Form eines auf der Spitze stehenden gleichschenkligen Dreiecks, dessen Höhe 41 mm und dessen Breite 31 mm beträgt. In dieses Dreieck ist ein weiteres Dreieck eingelassen, das in diesem Fall rot ausgelegt ist und in seiner ersten Form mittig das goldene Porträt von Friedrich Engels auf goldenen Grund zeigt. Darüber befindet sich die goldene Inschrift: MILITÄRAKADEMIE. Diese Version wurde von 1962 bis 1975 verliehen. Die zweite Variante dieses Absolventenabzeichens, die von 1975 bis 1986 verliehen wurde, blieb nahezu unverändert, das Porträt war allerdings jetzt im oberen Teil des inneren Dreiecks zu finden und darunter die Inschrift: NVA. 1987 erfolgte eine weitere Änderung des Aussehens des Abzeichens. So verschwand der Schriftzug NVA ganz, so dass nur noch das Porträt Engels im oberen Teil zu sehen war. Der Farbton Rot schwankte zeit des Bestehens dieses Abzeichens zwischen Dunkelrot und Hellrot mit verschiedenen Nuancen. 1990 wurden die Verleihungen dann eingestellt.

### Militärmedizinische Sektion der Ernst-Moritz-Arndt-Universität

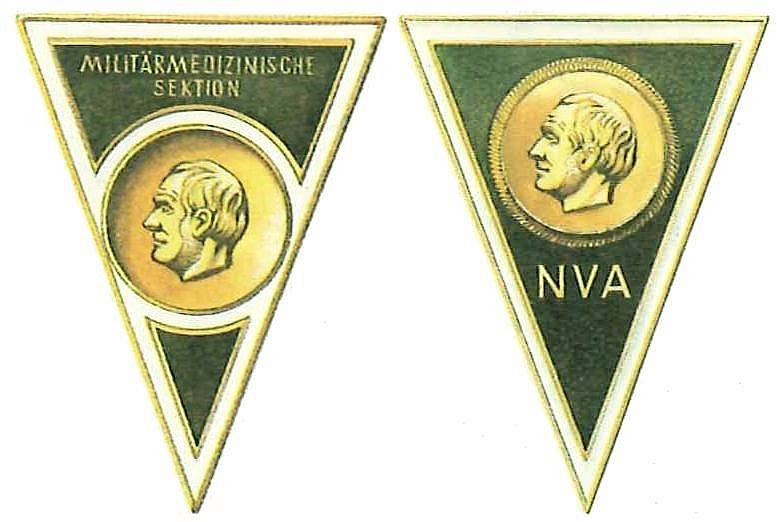
Das Absolventenabzeichen der Ernst-Moritz-Arndt-Universität

Das Absolventenabzeichen der Militärmedizinische Sektion der Ernst-Moritz-Arndt-Universität in Greifswald wurde mit Befehl Nr. 85/64 vom Minister für Nationale Verteidigung Heinz Hoffmann am 31. Juli 1964 gestiftet. Zuvor war am 15. Januar 1964 die Militärmedizinische Sektion der NVA in die genannte Universität eingegliedert worden. Primäraufgabe der Universität war die gesellschaftliche, wissenschaftliche, militärische und spezialfachliche Aus- und Weiterbildung von Diplommedizinern, Diplomstomatologen sowie Diplompharmazeuten. Ferner auch für militärmedizinische Forschungsprojekte. Die ersten Verleihungen des Absolventenabzeichens fanden schon ein Jahr später im Jahr 1965 statt. Das Abzeichen hat die Form eines auf der Spitze stehenden gleichschenkligen Dreiecks, dessen Höhe 41 mm und dessen Breite 31 mm beträgt. In dieses Dreieck ist ein weiteres Dreieck eingelassen, das in diesem Fall dunkelgrün ausgelegt ist und in seiner ersten Form mittig das goldene Porträt von Ernst Moritz Arndt auf goldenen Grund zeigt. Darüber befindet sich die goldene Inschrift: MILITÄRMEDIZINISCHE / SEKTION. Es wurde von 1965 bis 1975 verliehen. Die zweite Variante dieses Absolventenabzeichens, das von 1975 bis 1986 verliehen wurde, blieb nahezu unverändert, das Porträt war allerdings jetzt im oberen Teil des Inneren Dreiecks zu finden und darunter die Inschrift: NVA. Noch im Jahr 1986 wurden dann die Verleihungen eingestellt. Stattdessen wurde das Absolventenabzeichen für Offiziere zur Ausbildung zum Berufsoffizier an einer militärischen Hochschuleinrichtung oder Universität oder Hochschule der DDR verliehen.

### Offiziere der NVA mit Diplom an einer zivilen Hochschule oder Universität

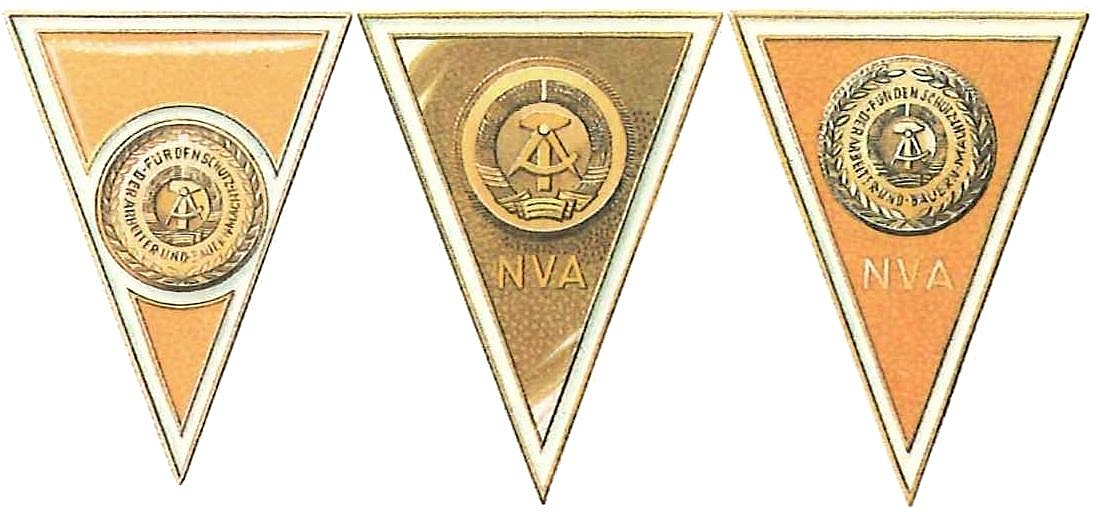
Absolventenabzeichen für Offiziere der NVA mit Diplom an einer zivilen Hochschule oder Universität

Dieses Absolventenabzeichen wurde mit Befehl Nr. 55/70 vom Minister für Nationale Verteidigung Heinz Hoffmann am 19. Mai 1970 gestiftet und an Offiziere der NVA verliehen, die während ihrer aktiven Dienstzeit an einer zivilen Universität oder Hochschule zum Direkt- oder Fernstudium delegiert worden waren und dieses Studium mit Diplom abschlossen. Gleichermaßen erfolgte die Verleihung an diplomierte Hochschulabsolventen, die vor ihrem aktiven Dienst als Offiziere der NVA, jedoch bereits mit einer eingegangenen Dienstverpflichtung, ein ziviles Hochschulstudium in bestimmten Fachrichtungen absolviert hatten. Dazu gehörten z. B. die zivilen Studenten des Bereiches Militärfinanzen der Sektion Wirtschaftswissenschaften der Humboldt-Universität Berlin oder auch Studenten von Fachrichtungen mit geringem Personalbedarf bei der NVA wie Geodäten, Hydrographen, Sprachmittler usw., aber auch alle Sportoffiziere der NVA, die auf diese Weise an der DHFK Leipzig ausgebildet wurden. Dem Studium dieser Hochschulkader schloss sich dann eine 5-monatige Spezialausbildung an der Offiziershochschule der Landstreitkräfte in Zittau mit anschließender Ernennung zum Leutnant an. Die ersten Verleihungen fanden 1970 statt. Das Abzeichen selber unterlag bis 1986 drei Veränderungen. Es hat die Form eines auf der Spitze stehenden gleichschenkligen Dreiecks, dessen Höhe 41 mm und dessen Breite 31 mm beträgt. In dieses Dreieck ist ein weiteres Dreieck eingelassen, dass in der ersten Version des Abzeichens hellorange, später golden und dann gelb ist. In der ersten Variante zeigte es mittig das Symbol der NVA, später das etwas nach oben versetzte Staatswappen der DDR mit darunter liegender Inschrift: NVA sowie in der letzten anstelle des Staatswappens wieder das Symbol der NVA mit gleicher Unterschrift. Das Innendreieck sowie die äußere Dreieck waren in allen drei Varianten golden eingefasst. Der Zwischenraum ist rein weiß. Die erste Variante des Abzeichens kam von 1970 bis 1975 zur Verleihung, die zweite von 1975 bis 1982 und die letzte ab 1982 bis 1990.

### Militärpolitische Hochschule „Wilhelm Pieck“

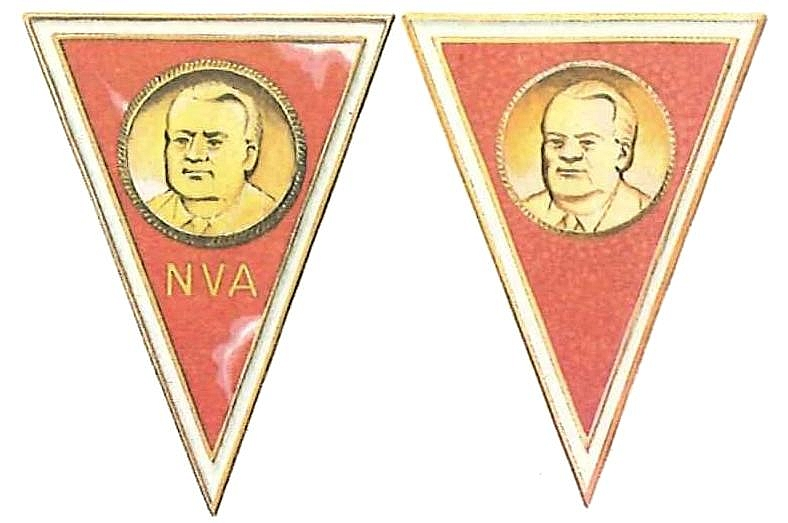
Absolventenabzeichen der Militärpolitischen Hochschule „Wilhelm Pieck“

Die Militärpolitische Hochschule „Wilhelm Pieck“ befand sich in Berlin-Grünau.  Hauptaufgabe dieser Hochschule war die Ausbildung und Weiterbildung von Politoffizieren zu Diplomgesellschaftswissenschaftlern und Diplomlehrern für Marxismus-Leninismus. Sowie die auf diesen Grundsätzen aufbauende Qualifizierung von Generälen, Admiralen und leitenden Offizieren. Sie wurde aber auch von Angehörigen anderer Bewaffneten Organe der DDR wie beispielsweise der Zivilverteidigung  besucht. Mit Befehl Nr. 147/73 vom Minister für Verteidigung wurde für alle Absolventen am 13. September 1973 auch hier ein Absolventenabzeichen eingeführt und im Oktober 1975 das erste Mal verliehen. Die Verleihung erfolgte dabei stets mit der Aushändigung des Diploms. Das Abzeichen hat die Form eines auf der Spitze stehenden gleichschenkligen Dreiecks, dessen Höhe 41 mm und dessen Breite 31 mm beträgt. In dieses Dreieck ist ein weiteres Dreieck eingelassen, dass in diesem Fall rot ausgelegt ist und in seiner oberen Hälfte das integrierte goldene Porträt Wilhelm Piecks auf goldenen Grund zeigt. Darunter befand sich bis 1986 das goldene Kürzel NVA, seit 1987 entfiel dieser Zusatz und das Porträt war fortan etwas höher gestellt. Das Innendreieck sowie das äußere Dreieck sind golden eingefasst. Der Zwischenraum ist rein weiß.

### Sektion Militärisches Transport- und Nachrichtenwesen an der Hochschule für Verkehrswesen „Friedrich List“

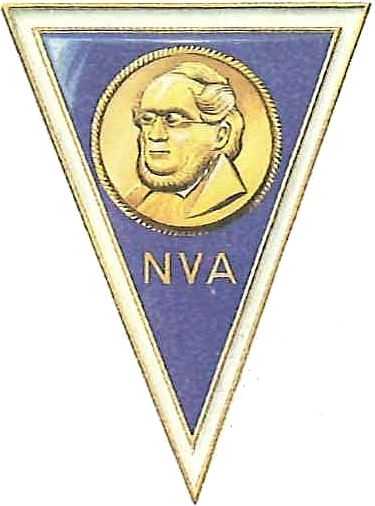
Absolventenabzeichen der Hochschule Friedrich List

Das Absolventenabzeichen der Sektion Militärisches Transport- und Nachrichtenwesen an der Hochschule für Verkehrswesen „Friedrich List“ in Dresden wurde 1972 gestiftet. Zuvor war die Sektion am 1. September 1971 in die Hochschule für Verkehrswesen eingegliedert worden. Die ersten Verleihungen des Absolventenabzeichens erfolgten jedoch erst 1975 an Absolventen des Bereichs Transport- und Nachrichtenwesen. Die Verleihungen erfolgten jedoch nur bis 1986. Danach wurden sie eingestellt. Absolventen dieser Sektion erhielten ab 1987 stattdessen das neu geschaffene Absolventenabzeichen für Offiziere mit Ausbildungsdiplom oder Facharztausbildung an militärischen Hochschuleinrichtungen und Hochschulen der DDR. Das Abzeichen hat die Form eines auf der Spitze stehenden gleichschenkligen Dreiecks, dessen Höhe 41 mm und dessen Breite 31 mm beträgt. In dieses Dreieck ist ein weiteres Dreieck eingelassen, das in diesem Fall blau emailliert, später lackiert, ausgelegt ist und in seiner oberen Hälfte das goldene Porträt Friedrich Lists auf goldenen Grund zeigt. Darunter befindet sich das goldene Kürzel NVA. Das Innendreieck sowie die Äußere Dreieck sind golden eingefasst. Der Zwischenraum ist rein weiß.

### Absolventenabzeichen einer Offiziershochschule oder für Offiziere an einer Universität oder Hochschule der DDR

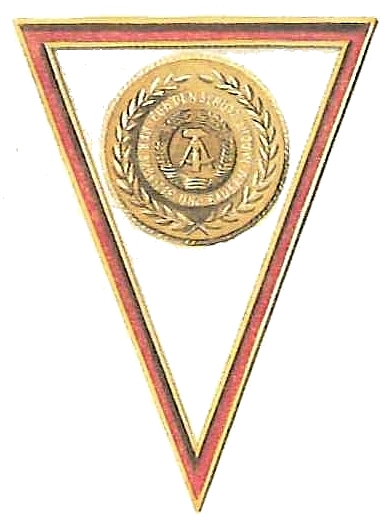
Absolventen einer Offiziershochschule oder Universität / Hochschule

Die Stiftung dieses Absolventenabzeichens erfolgte 1987 anlässlich der ersten Abschlüsse mit Diplom von Offiziersschülern an militärischen Hochschulrichtungen der DDR. Dies war verbunden mit der Verleihung eines akademischen Grades. Mit der Ernennung zum Leutnant erhielten dann diese Offiziere das eigens dafür gestiftete Absolventenabzeichen. Es wurde verliehen an Absolventen:
- der Offiziershochschulen der DDR
- des Instituts der Zivilverteidigung sowie
- ziviler Hochschulen und Universitäten der DDR

Das Abzeichen hat die Form eines auf der Spitze stehenden gleichschenkligen Dreiecks, dessen Höhe 41 mm und dessen Breite 31 mm beträgt. In dieses Dreieck ist ein weiteres Dreieck eingelassen, das in diesem Fall rein weiß ausgelegt ist und in seiner oberen Hälfte das integrierte goldene Wappen der NVA zeigt. Das Innendreieck sowie die Äußere Dreieck sind golden eingefasst. Der Zwischenraum ist rot.

### Offiziere mit Ausbildungsdiplom oder Facharztausbildung an militärischen Hochschuleinrichtungen und Hochschulen der DDR
Das Absolventenabzeichen für Offiziere, die ihre Ausbildung mit einem Diplom oder einer Facharztausbildung an militärischen Hochschuleinrichtungen abgeschlossen haben, erhielten das eigens dafür geschaffene Absolventenabzeichen. Die Stiftung des Absolventenabzeichens erfolgte 1987, die Verleihungen zogen sich dann noch bis 1990 hin. Die Verleihung erfolgte an Absolventen der Militärmedizinischen Akademie, des Militärgeschichtlichen Instituts der DDR, der Sektion Militärisches Transport- und Nachrichtenwesen an der Hochschule für Verkehrswesen Friedrich List sowie der zivilen Universitäten und Hochschulen der DDR. Das Abzeichen hat die Form eines auf der Spitze stehenden gleichschenkligen Dreiecks, dessen Höhe 41 mm und dessen Breite 31 mm beträgt. In dieses Dreieck ist ein weiteres Dreieck eingelassen, dass in diesem Fall rot ausgelegt ist und in seiner oberen Hälfte das integrierte goldene Wappen der NVA zeigt. Das Innendreieck sowie die Äußere Dreieck sind golden eingefasst. Der Zwischenraum ist reinweiß.

## Trageweise
Das Absolventenabzeichen waren an der rechten Seite der Dienstuniform, Paradeuniform oder der Gesellschaftsjacke zu tragen (siehe Abbildung). Es war in der Mitte unmittelbar über der Brusttasche zu befestigen. Sofern an der rechten Uniformseite noch ein Klassifizierungsabzeichen, beispielsweise Flugzeugführer Leistungsklasse I, getragen wurde, war das Absolventenabzeichen 5 mm oberhalb der Klassifizierungsspange anzubringen. Das Absolventenabzeichen des Generalstabs der Sowjetunion hatte den höchsten Symbolwert und wurde links neben dem allgemeinen Akademieabzeichen getragen. An den sowjetischen Militärakademien wurde das Absolventenabzeichen gemeinsam mit dem Diplom überreicht. Die Originale unterscheiden sich von Kaufexemplaren. Ab 1980 durfte das jeweils höchste Akademieabzeichen auch an der Hemdbluse getragen werden. Seit November 1990 werden Absolventenabzeichen jeglicher Art durch ehemalige Angehörige des NVA, die in die Bundeswehr übernommen wurden, nicht mehr getragen.